# Nordstern

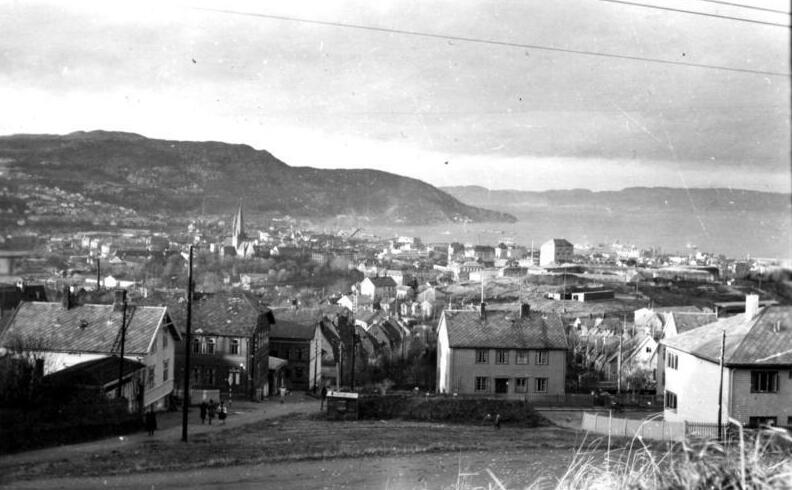
Foto di archivio tedesca di Trondheim e del Trondheimsfjord nel novembre 1942.

Nordstern (in tedesco, letteralmente, "stella polare"), spesso indicata erroneamente come Neu Drontheim ("Nuova Trondheim"), era il piano nazista per la creazione di una nuova metropoli tedesca nella Norvegia occupata durante la Seconda guerra mondiale. Secondo i progetti, la città avrebbe dovuto avere una popolazione di circa 250 000–300 000 abitanti.
Il sito di costruzione della città fu localizzato a Øysand, a circa 15 km a sud-ovest della città norvegese di Trondheim. Vista la notevole importanza strategica del Trondheimsfjord per l'esercito tedesco, il progetto prevedeva anche la costruzione di una grande base marina e militare, che avrebbe dato alla Germania un controllo marittimo senza precedenti su tutta l'area del Nord Atlantico, una mossa fortemente supportata dai Großadmirals Erich Raeder e Karl Dönitz.
Adolf Hitler affermò che la città sarebbe diventata "una Singapore tedesca" e questo divenne uno dei suoi progetti architettonici preferiti.

## Importanza strategica
L'operazione Weserübung (la conquista della Norvegia da parte della Wehrmacht) rappresentò per la leadership militare del Terzo Reich nuove opportunità di espansione. La città di Trondheim e la sua baia godevano di una posizione molto favorevole dal punto di vista strategico per diversi motivi. Prima dello scoppio della guerra, l'ex viceammiraglio e stratega navale Wolfgang Wegener aveva già da tempo sottolineato i vantaggi strategici che l'acquisizione di basi lungo la costa norvegese avrebbe dato alla Germania.

## Storia
Lo studio di fattibilità sulla possibilità di trasformare la baia intorno Trondheim in una nuova base navale tedesca era già iniziato al quartier generale del Führer  prima che il progetto fosse ufficialmente commissionato da Hitler stesso nel 1941. Come un possedimento tedesco permanente, era stato riconosciuto che alcune sistemazioni avrebbero dovuto essere realizzate per i suoi marinai residenti e le famiglie al seguito. Hitler concluse che questo nuovo porto avrebbe reso inevitabile la costruzione di una città, con abitazioni per 250 000 abitanti. Aveva soprannominato il nuovo insediamento Nordstern ("stella del nord", o stella polare).
Per organizzare e portare avanti il progetto, Hitler nominò Albert Speer, all'epoca suo architetto preferito che più tardi sarebbe diventato Ministro degli Armamenti nel suo governo. Il 1º maggio 1941, Speer ricevette le informazioni necessarie sui requisiti spaziali e strutturali per un grande cantiere navale dal viceammiraglio Werner Fuchs dell'Oberkommando der Marine (OKM). Riferì quindi a Hitler a Berlino il 21 giugno, accompagnato dal grandammiraglio Erich Raeder; in questo incontro Hitler stabilì il sito preciso di costruzione della città, oltre a decidere che una grande base sottomarina sotterranea sarebbe dovuta essere costruita dentro le scogliere di granito. Successivamente, Hitler parlò della futura città e della sua base militare durante una conferenza sugli armamenti il 13 maggio 1942.
Nel 1943 furono avviati i primi scavi e le prime detonazioni. Per fornire manodopera al cantiere, fu costruito nell'Øysand un campo di prigionieri di guerra; fu costruita inoltre una pista d'atterraggio per aerei. Furono preparate mappe speciali apposta per Hitler, che così decise la posizione ottimale per le banchine del porto e per le varie strutture di accompagnamento; fu costruito inoltre per lui un modello estremamente dettagliato, largo diversi metri, che andò in seguito distrutto durante il bombardamento degli Alleati su Berlino nel 1945.

### Abbandono del progetto
Quando il corso della guerra iniziò a rivoltarsi contro la Germania, la costruzione della città fu fermata e sospesa a tempo indeterminato. Dopo la distruzione della Tirpitz nel novembre 1944, il piano fu abbandonato definitivamente.
I pochi resti delle costruzioni effettivamente realizzate possono essere ancora visti sulle coste del Trondheimsfjord.

## Posizione, dimensione e progetto
Il sito su cui sarebbe dovuta essere costruita la città era la zona umida dell'Øysand, 15 km a sud-ovest di Trondheim. La città avrebbe dovuto fornire abitazione a circa 300 000 abitanti tedeschi, più di tre volte il numero degli abitanti di Trondheim in quelli anni; per questo 55 000 abitazioni sarebbero dovute essere edificate su un'area di circa 300 ettari. La città sarebbe inoltre stata sede di un enorme museo d'arte per la parte settentrionale dell'Impero tedesco, che contenesse "solo opere di artisti tedeschi". Infine, il progetto prevedeva anche la realizzazione di un'autostrada che dal nord della Germania arrivasse a Trondheim attraverso il Piccolo Belt e il Grande Belt in Danimarca e poi passando per la Svezia sud-occidentale e la Norvegia.
La base navale era progettata per contenere ampi cantieri navali, banchine e basi di U-Boot, per quella che sarebbe stata la marina tedesca post-guerra, consistente di centinaia di sottomarini e dozzine di super-corazzate, così come di diverse portaerei. Questo, secondo le parole di Hitler, avrebbe reso la britannica Singapore un "gioco da ragazzi" nel confronto come roccaforte militare.